# Marajá (bebida)
Marajá  é um refrigerante brasileiro. A marca pertence à Refrigerantes Marajá e foi lançada no Mato Grosso em 20 de janeiro de 1964 pela então Indústria de Bebidas Alves Pimenta e Cia, com o nome de Guaraná Marajá
, passando a ser a segunda marca refrigerante comercializada no município de Rondonópolis. Com o sucesso da bebida, a indústria acabou lançando outros sabores como de laranja e limão. Atualmente é vendida em diversos estados das região centro oeste e região norte do Brasil e também exportado para países da América do Sul como o Paraguai e principalmente a Bolívia.

## História

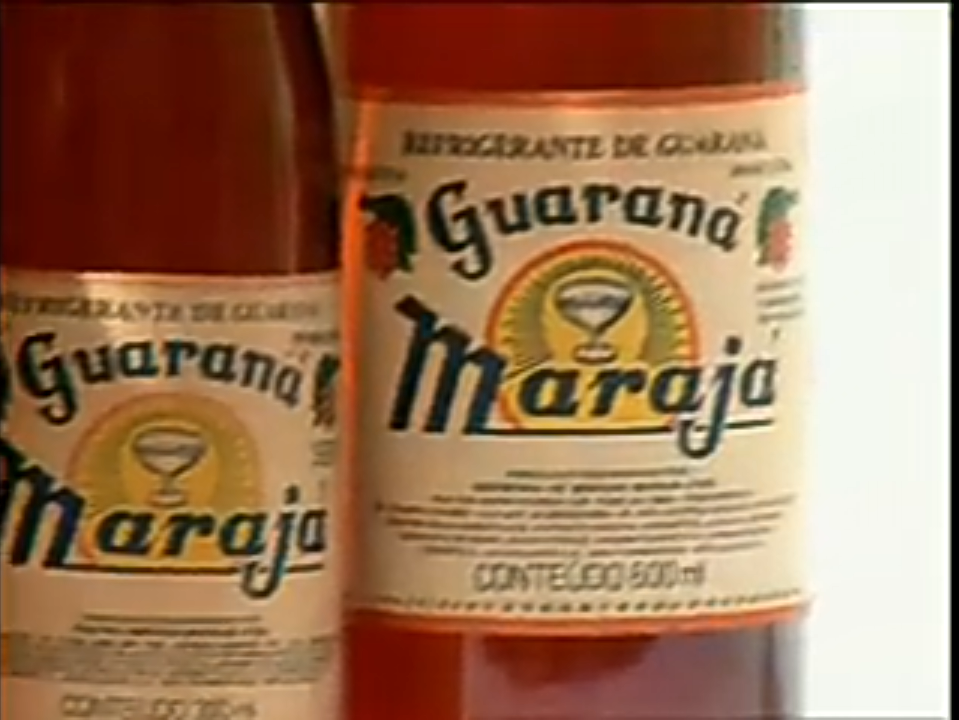
O primeiro rótulo do Guaraná Marajá.

Em 20 de janeiro de 1964 o empresário Djalma Pimenta cria o Guaraná Marajá, este nome em referência ao bairro sede da Industria de Bebidas Alves Pimenta e Cia, indústria fundada para produzir e comercializar a bebida no município de Rondonópolis na região sul de Mato Grosso
No inicio da década de 1980, com o sucesso do produto e o aumento do consumo, a Marajá é vendida a um grupo de empresários liderados por Felippe Brüehmüeller; e Cláudio Brüehmüeller detectou a necessidade de estabelecer uma revenda filiada a indústria em Várzea Grande na região metropolitana de Cuiabá, como forma de expandir a distribuição da marca no mesmo período são lançados guaraná 200 ml (Ns), guaraná de 300 ml (Ks), Guaraná, Laranja e Limão de 600 ml (Gs).
- Mesmo com uma filial da companhia estabelecida em Várzea Grande, o guaraná continuou a ser produzido em Rondonópolis até 1986, quando iniciado o engarrafamento na revenda em Várzea Grande.
- O ano de 1998 a ampliação da produção do refrigerante com a nova indústria em Várzea Grande, numa área de 50 mil metros quadrados, a indústria passava a produzir 40 mil litros por hora.[2]
- No ano de 2008 é lançado o Guaraná Marajá com açaí em dois litros, 1,5 litro, 500 mililitros (ml), lata.[5]

## Variantes da marca
O refrigerante Marajá é comercializado em embalagens PET de 600 ml, 1,5 litros, 2 litros, 2,5 litros e 3 litros; garrafa de vidro de 290 ml e lata de 350 ml. Da mesma forma, a linha de produtos da marca possui as seguintes variações:
- Guaraná (lançado em 1963)
- Laranja (lançado em 1984)
- Limão (lançado em 1984)[2]
- Guaraná Marajá Zero
- Uva
- Açaí (lançado 2008)[5]

## Produção
Inicialmente, o Guaraná Marajá era produzido no município de Rondonópolis na qual a Industria de Bebidas Alves Pimenta e Cia distribuía para a sua revenda em Várzea Grande na Região Metropolitana de Cuiabá ate o ano de 1986, quando a industria transferiu o engarrafamento para Várzea Grande. Atualmente a indústria de Várzea Grande conta com 50 mil metros quadrados com 20 mil metros quadrados de área construída, sendo distribuídos aos estados da região centro oeste como Mato Grosso do Sul, Goiás e o Distrito Federal e da região norte como o Amazonas, Pará, Rondônia, Acre. Em Mato Grosso a marca detêm 20% do mercado de refrigerantes entre os seus principais produtos destaca os refrigerantes pet 2 litros, que concentra 70% das vendas. O sabor mais vendido é o guaraná, com 35% da preferência dos consumidores e em segundo laranja, 13%.